# Camponotus cyrtomyrmodes
Camponotus cyrtomyrmodes é uma espécie de inseto do gênero Camponotus, pertencente à família Formicidae.